# Боговка
Боговка — деревня в Починковском районе Смоленской области России. Входит в состав Васьковского сельского поселения. Население — 6 жителей (2013 год).
Расположена в центральной части области в 24 км к юго-востоку от Починка, в 6 км восточнее автодороги А141 Орёл — Витебск, на берегу реки Стометь. В 6 км юго-западнее деревни расположена железнодорожная станция Стодолище на линии Смоленск — Рославль.
У деревни ИФНС №6712, ОКАТО 66233815013, КЛАДР 6701500027500.

## История
В годы Великой Отечественной войны деревня была оккупирована гитлеровскими войсками в июле 1941 года, освобождена в сентябре 1943 года.